# YouTube Rewind 2019: For the Record
YouTube Rewind 2019: For The Record (también conocido como YouTube Rewind 2019) es un video publicado en el canal oficial de YouTube en el sitio web para compartir videos del mismo nombre el 5 de diciembre de 2019, como parte de la serie YouTube Rewind. Aunque se marcó como una mejora con respecto a la entrega anterior: YouTube Rewind 2018: Everyone Controls Rewind, el video ha sido criticado por los críticos y el público en general como aburrido y no creativo en comparación con los videos anteriores de la serie.
Una razón para la mejora con respecto al video Rewind de 2018 se debe a la adición de YouTubers que no habían estado en la entrega anterior. Estos incluyen a MrBeast, Shane Dawson y PewDiePie. Sin embargo, el video acumuló más de 2 millones de "no me gusta" en menos de 24 horas después de su lanzamiento, lo que lo convirtió en el decimocuarto video de YouTube con más "no me gusta" de todos los tiempos. También obtuvo 2.4 millones de "no me gusta" en 18 horas, obteniendo más que "Everyone Controls Rewind" en 24 horas. Actualmente, es el tercer vídeo con más dislikes de la historia de YouTube con más de 7.9 millones de dislikes.
Es el último Rewind que se ha realizado, luego de que YouTube anunciara la descontinuación del YouTube Rewind el 7 de octubre del 2021.

## Visión general
El video regresó a un formato que recuerda más a las primeras iteraciones de la serie, presentando un montaje de los mejores videos de 2019, dividido en varias cuentas regresivas temáticas basadas en estadísticas y tendencias. El video comienza con un 'rewind' de los videos más vistos/favoritos de 2019 en YouTube. Luego pasa a una escena de YouTube Rewind 2018: Everyone Controls Rewind, donde Casey Neistat y las Merrell Twins sugieren el K-pop como uno de los temas para el rebobinado. Después de esto, se reduce a múltiples reacciones de YouTubers a esta escena en la que ha sido etiquetado como incómodo y YouTube mismo afirmando que "En 2018, hicimos algo que no te gustó. Así que en 2019, veamos qué te GUSTA. Porque ustedes son mejores en esto que nosotros", con las palabras en la video. Se muestra una compilación de tendencias de videos de YouTube de 2019, luego se corta a las palabras en la pantalla, diciendo "Tu hiciste estos videos con más likes", en forma de una lista de "Top 10", con un breve fragmento de cada video que se reproduce en cortos momentos.
| #  | Video                                           | Canal                         | Número de "me gusta" |
| -- | ----------------------------------------------- | ----------------------------- | -------------------- |
| 1  | Make This Video The Most Liked Video On Youtube | MrBeast                       | 12.1 millones        |
| 2  | Marzia & Felix - Wedding                        | PewDiePie                     | 5.3 millones         |
| 3  | O DIA EM QUE ASSISTI BIRD BOX                   | whinderssonhunes              | 4.7 millones         |
| 4  | ONE GUY, 54 VOICES                              | Black Gryph0n                 | 3.4 millones         |
| 5  | Minha slime deu certo                           | Nilson Izaias Papinho Oficial | 2.8 millones         |
| 6  | how to create billie eilish's "bad guy"         | SethEverman                   | 2.8 millones         |
| 7  | No More Lies                                    | James Charles                 | 2.4 millones         |
| 8  | My BIGGEST Flipbook EVER                        | Andymation                    | 2.3 millones         |
| 9  | ПОКУПАЮ ВСЁ ЧТО ТЫ МОЖЕШЬ УНЕСТИ ИЗ МАГАЗИНА !  | A4                            | 2 millones           |
| 10 | Conspiracy Theories with Shane Dawson           | Shane Dawson                  | 1.9 millones         |

Luego, el video muestra los videos musicales favoritos, nuevamente en la forma de una lista de "Top 10" con un breve fragmento de cada video que se reproduce en los momentos apropiados.
| #  | Video                 | Canal                           | Número de "me gusta" |
| -- | --------------------- | ------------------------------- | -------------------- |
| 1  | Señorita              | Shawn Mendes, Camila Cabello    | 13.5 millones        |
| 2  | Boy with Luv          | BTS feat. Halsey                | 12.8 millones        |
| 3  | Kill This Love        | Blackpink                       | 10.8 millones        |
| 4  | Bad Guy               | Billie Eilish                   | 10.3 millones        |
| 5  | Old Town Road (Remix) | Lil Nas X feat. Billy Ray Cyrus | 9.6 millones         |
| 6  | 7 Rings               | Ariana Grande                   | 9 millones           |
| 7  | Earth                 | Lil Dicky                       | 8.2 millones         |
| 8  | Con calma             | Daddy Yankee & Snow             | 7.5 millones         |
| 9  | Chicken Noodle Soup   | j-hope feat. Becky G            | 5.8 millones         |
| 10 | Vaaste                | T-Series                        | 5.5 millones         |

Luego, el video continúa mostrando los videos de baile favoritos en forma de una lista de 'Top 5' con un breve fragmento de cada video que se reproduce en los momentos apropiados.
| # | Video                                                         | Canal                 | Número de "me gusta" |
| - | ------------------------------------------------------------- | --------------------- | -------------------- |
| 1 | Con Calma Choreography                                        | ChapkisDanceUSA       | 965,000              |
| 2 | O SAKI SAKI Choreography                                      | Awez Darbar           | 897,000              |
| 3 | gogobebe(고고베베) - MAMAMOO(마마무)                          | 1MILLION Dance Studio | 830,000              |
| 4 | O SAKI SAKI Choreography                                      | Team Naach            | 683,000              |
| 5 | Bury a Friend Choreography ft. Maddie Ziegler, Charlize Glass | Galen Hooks           | 525,000              |

Luego, el video muestra los videojuegos más vistos en la forma de una lista de "'Top 5' con un pequeño fragmento del juego en el momento adecuado.
| # | Juego            | Número de vistas   |
| - | ---------------- | ------------------ |
| 1 | Minecraft        | 100.2 mil millones |
| 2 | Fortnite         | 60.9 mil millones  |
| 3 | Grand Theft Auto | 36.9 mil millones  |
| 4 | Garena Free Fire | 29.9 mil millones  |
| 5 | Roblox           | 29.6 mil millones  |

El video continúa mostrando los videos de belleza favoritos en forma de una lista de "Top 5" con un breve fragmento de cada video en el momento adecuado.
| # | Vídeo                                       | Canal         | Número de Likes |
| - | ------------------------------------------- | ------------- | --------------- |
| 1 | Makeup Tutorial en Español                  | James Charles | 1.6 millones    |
| 2 | The Beautiful World of Jeffree Star         | Shane Dawson  | 1.4 millones    |
| 3 | A Day in the Life                           | Kylie Jenner  | 1.3 millones    |
| 4 | Kylie Skin Review with Shane Dawson         | jeffreestar   |                 |
| 5 | 7 Life Saving HACKS for Perfect SKIN & HAIR | Anaysa        | 540,000         |

El video se corta en otra cinta 'rebobinado' con las palabras en pantalla: "Tu ayudaste a estos nuevos creadores a despegar", luego procede a mostrar los canales de YouTube 'en desarrollo' en forma de una lista 'Top 10' con un breve fragmento de videos de cada creador en sus momentos apropiados.
| #  | Canal                            | País           | Fecha de lanzamiento de su primer video | Número de suscriptores |
| -- | -------------------------------- | -------------- | --------------------------------------- | ---------------------- |
| 1  | LOUD                             | Brasil         | 28 de febrero de 2019                   | 3.4 millones           |
| 2  | 워크맨-Workman                   | Corea del Sur  | 16 de agosto de 2019                    | 3.2 millones           |
| 3  | 백종원의 요리비책 Paik's Cuisine | Corea del Sur  | 10 de junio de 2019                     | 2.9 millones           |
| 4  | Magnet World                     | Estados Unidos | 30 de enero de 2019                     | 2.7 millones           |
| 5  | Noah Schnapp                     | Estados Unidos | 11 de junio de 2019                     | 2.1 millones           |
| 6  | Jennelle Eliana                  | Estados Unidos | 26 de junio de 2019                     | 2 millones             |
| 7  | 하루한끼 one meal a day          | Corea del Sur  | 7 de enero de 2019                      | 1.9 millones           |
| 8  | LOUD Coringa                     | Brasil         | 29 de enero de 2019                     | 1.8 millones           |
| 9  | LOUD Babi                        | Brasil         | 10 de abril de 2019                     | 1.7 millones           |
| 10 | Shoaib Akhtar                    | Pakistán       | 11 de febrero de 2019                   | 1.6 millones           |

El video se corta en otra cinta para rebobinar, con las palabras en pantalla: "los convertiste en los creadores más vistos", luego se muestran los creadores más vistos de 2019 en forma de una lista de 'Top 10' con fragmentos cortos de videos de cada uno de los creadores en sus momentos apropiados.
| #  | Canal                     | Número de vistas |
| -- | ------------------------- | ---------------- |
| 1  | PewDiePie                 | 4 mil millones   |
| 2  | Felipe Neto               | 2.8 mil millones |
| 3  | Pencilmación              | 2.8 mil millones |
| 4  | Jelly                     | 2.5 mil millones |
| 5  | David Dobrik              | 2.4 mil millones |
| 6  | Dude Perfect              | 2.3 mil millones |
| 7  | MrBeast                   | 2.2 mil millones |
| 8  | LazarBeam                 | 2 mil millones   |
| 9  | Fischer’s- フィッシャーズ | 1.9 mil millones |
| 10 | Azzyland                  | 1.9 mil millones |

El video se corta a las palabras en pantalla: "Le diste me gusta, no me gusta, miraste, te suscribiste, comentaste, compartiste, subiste, jugaste, escuchaste, guardaste, creaste. Gracias por un récord de 2019". Luego, continúa mostrando múltiples canales y sus logros en 2019 con los videos apropiados.
| Canal           | Logro                                                                       |
| --------------- | --------------------------------------------------------------------------- |
| Kaykai Salaider | El primer creador tailandés en llegar a 10 millones de suscriptores         |
| Badabun         | Se convirtió en el mayor canal de habla hispana.                            |
| Aya Nakamura    | La artista femenina más vista de 2019 en Francia                            |
| Noor Stars      | El primer creador del Medio Oriente en llegar a 10 millones de suscriptores |
| Kurzgesagt      | El primer creador alemán en pasar los 10 millones de suscriptores           |
| Atta Halilintar | El primer creador indonesio en llegar a 20 millones de suscriptores         |
| T-Series        | El primer canal en llegar a 100 millones de suscriptores.                   |
| F2Freestylers   | El primer canal deportivo europeo en llegar a 10 millones de suscriptores   |
| Rosalía         | Sobrepasó las mil millones de visitas con un solo video                     |
| Enes Batur      | El primer creador turco en llegar a 10 millones de suscriptores             |
| BTS             | El mayor debut de 24 horas en la historia de YouTube                        |

Luego se corta a una breve compilación de videos de tendencia de 2019 que se 'succionan' en el medio. El video termina con una toma del video musical de Lil Dicky de su canción Earth.

## Reparto
A continuación se muestra una lista de canales destacados en las listas principales de YouTube Rewind 2019, derivada de la descripción del video:
- 1MILLION Dance Studio
- A4
- Anaysa
- Andymation
- Ariana Grande
- Awez Darbar
- Azzyland
- Billie Eilish
- Black Gryph0n
- Blackpink
- ChapkisDanceUSA
- Daddy Yankee
- David Dobrik
- Dude Perfect
- F2Freestylers
- Felipe Neto
- Fischer’s- フィッシャーズ
- Galen Hooks
- Big Hit labels
- James Charles
- Jeffree Star
- Jelly
- Kurzgesagt – In a Nutshell
- Kylie Jenner
- Lazarbeam
- Lil Dicky
- Lil Nas X
- LOUD
- LOUD Babi
- LOUD Coringa
- Magnet World
- MrBeast
- Nilson Izaias Papinho Oficial
- Noah Schnapp
- 백종원의 요리비책 Paik's Cuisine
- Pencilmation
- PewDiePie
- Seth Everman
- Shane Dawson
- Shawn Mendes
- Team Naach
- T-Series
- whinderssonnunes
- 워크맨-Workman
- 하루한끼 one meal a day

A continuación se muestra una lista de canales cuyo metraje se incluyó en YouTube Rewind 2019, pero que no aparecieron en las listas principales de YouTube Rewind 2019:
- ANGIE VELASCO
- Atta Halilintar
- Badabun
- Big Marvel
- Blanco Brown
- Brooklyn and Bailey
- Casey Neistat
- Connor Franta
- Emma Chamberlain
- Free Fire - Brasil
- GamingWithKev
- Garena Free Fire Indonesia
- h3h3Productions
- Hongyu ASMR 홍유
- HunniBee ASMR
- IAMLXGEND
- ItsFunneh
- Jenna Marbles
- Jennelle Eliana
- Kaykai Salaider
- Lachlan
- mrfreshasian
- NikkieTutorials
- Noor Stars
- PlayHard
- RiceGum
- ROSALÍA
- Shoaib Akhtar
- Sidemen
- Simone Giertz
- SQUEEZIE
- Suzy Lu
- Tati
- The Try Guys
- TheDonato
- Pac-12 Networks
- VEGETTA777

## Recepción
La edición de 2019 volvió a un formato que recuerda más a los primeros videos de la serie, presentando un montaje de los mejores videos de 2019, dividido en varias cuentas regresivas temáticas basadas en estadísticas y tendencias. Kevin Allocca, jefe de cultura y tendencias de YouTube, explicó que el video tenía la intención de reflejar más las tendencias del año, reconociendo que se estaba volviendo más difícil para el formato anterior "representar auténticamente" la experiencia general de la comunidad.
El video ha sido criticado por aparecer como "pasivo-agresivo" para los espectadores, o "perezoso" y mediocre, ya que no tiene el mismo nivel de producción que los rewinds anteriores y se observó como similar o incluso peor que los videos de WatchMojo. Muchos también sintieron que el nuevo formato no tenía energía detrás de él.
Sin embargo, muchos vieron mejoras con las opciones de lanzamiento en algunas áreas, particularmente con la inclusión de Felix "PewDiePie" Kjellberg, quien estuvo ausente en Rewinds anteriores.
Al igual que el año pasado, algunos espectadores criticaron el sitio por no honrar la muerte de personas famosas en el sitio, como Desmond "Etika" Amofah.
A partir del 6 de diciembre de 2019, el video acumuló más de 3 millones de "No me gusta", lo que lo convirtió en el decimocuarto video de YouTube con más "No me gusta" de todos los tiempos, y para el 7 de diciembre de 2019, a 48 horas de su publicación, se volvió en el tercer vídeo con más "No me gusta" de todos los tiempos.

### Parodias de comunidades
El 29 de diciembre de 2019, PewDiePie, pese a que salió en el Rewind, junto con Flying Kitty, Grandayy y Dolan Dark, como el año 2018, crearon su propio YouTube Rewind, llamado YouTube Rewind 2019, but it's actually good, recopilando los memes del año y homenajeando las muertes de celebridades. En menos de un día, el Rewind de PewDiePie alcanzó el millón de likes, y ha recibido aclamación de la comunidad, y curiosamente, en los comentarios la mayoría reclamaba de que el vídeo no esta en Tendencia.
Otro factor curioso es el caso de la comunidad hispanohablante, que criticaron el Rewind de YouTube no solo por lo mismo, sino porque consideraron que YouTube no le pone atención a la comunidad hispana, pese a que es una de las más grandes de toda la plataforma. Los únicos que salieron de manera breve fueron: Angie Velasco, The Donato, VEGETTA777 y Badabun. Este último fue motivo de críticas debido a las grandes polémicas que se han acontecido en la historia del canal, y considerado uno de los canales más odiados y controversiales de la plataforma. Debido a todo esto que se generó en la comunidad hispana, y críticas desde directos o vídeos de parte de grandes Youtubers españoles como Elrubius, AuronPlay o TheGrefg, se crearon varios vídeos hechos por la comunidad hispana, y el más popular, hecho por Alecmolon, subido el 28 de diciembre de 2019, titulado YOUTUBE REWIND HISPANO 2019 recopilando también los memes, las tendencias como FaceApp y TikTok, parodias, y lo principal en el vídeo, un tema conocido por la comunidad hispana, inglesa y entre otras, como lo llaman algunos: La muerte del Fortnite y el renacimiento del Minecraft. En el vídeo, Fortnite es interpretado por TheGrefg, y este ataca a otros Battle Royale como PUBG y APEX, mientras TheGrefg seguidamente repite que Fortnite será siempre el mejor Battle Royale. Ya cuando Fortnite estaba a punto de matar a APEX con una escena que parodia una escena de Endgame, Fortnite es interrumpido por Minecraft, interpretado por Rubius que llama a un gran ejército junto con varios Youtubers (VEGETTA777, Willyrex, Luzu, Alexby11, Mangel, AuronPlay, Lolito y Fargan) participantes en una de las series más populares en YouTube: KARMALAND (una serie de Minecraft con mods), y entre ellos atacan a Fortnite hasta que este desaparece. En el vídeo también parodian y critican la serie Exponiendo Infieles de Badabun, que causó cierto revuelo en el año, así como el asalto del Área 51. En esta, unos guardias llevan a un extraterrestre pero son invadidos por varios memes y personajes como otra vez el Fortnite, saliendo de portales como referencia a la última escena de Endgame. Los memes atacan a los guardias y liberan al extraterrestre, este finalmente mata al Fortnite y todos lo celebran. En menos de 24 horas, el Rewind de Alecmolon obtuvo un millón de likes y recibió aclamación por parte de la comunidad hispana considerándolo mucho mejor que otros Rewinds. En varios países el vídeo llegó al #1 en Tendencias.